# メルセデス・ベンツ・エコニック
エコニック (Econic) は、ダイムラー・トラック社がメルセデス・ベンツブランドで展開する大型低床トラックである。

## 概要
1998年に特装車用低床トラックとして登場。ダイムラー・トラックの特装車部門である「メルセデス・ベンツ・スペシャルトラックス」が手掛けている。
ヨーロッパなどでは、ごみ収集車、スワップボディ車、消防車などとして導入される。日本では、2018年からワイ・エンジニアリングによって輸入・販売が開始された。

## 初代（1998年 - 2013年）
- 1998年 - 欧州で発表[1]。

## 2代目（2013年 - ）
2013年に欧州で発表され、日本では2018年6月にワイ・エンジニアリングによって輸入・販売が開始された。
日本仕様は、GVW18tと、GVW26tの2種類をラインナップしている。GVW18tは4×2のみの設定となる他、GVW26tは後後軸ステア機能付きの6×2、後前軸ステア機能付きの6×2と6×4が選択可能となっている。ドライブトレーンはダイムラー製OM936型エンジンに、アリソン製6速オートマチックの組み合わせとなる。
日本仕様は右ハンドル仕様となり。キャブは4人乗りのハイキャブと、2人乗りのローキャブを設定しており、助手席側ドアはアクトロスと同様にヒンジ式であるが、オプションで路線バスと同様の折戸も選択可能となっている。
2020年と2021年に東京消防庁がはしご車と水槽車として導入した他、2022年には京都市消防局がはしご車として導入した。2024年5月には愛知県の衣浦東部広域連合安城消防署に従来車（日野・初代プロフィア）の代替で導入された。